# Энгель, Йозеф
Йозеф Энгель (нем. Josef Engel; 1816—1894) — австрийский анатом.

## Биография
Йозеф Энгель родился 29 января 1816 года в городе Вене. Изучал медицину в Университете родного города.
В 1844 году он был назначен профессором анатомии и физиологии в Цюрихском университете; в 1849 году профессором патологической анатомии в Пражском университете и в 1854 году профессором патологической и топографической анатомии при медико-хирургической академии в альма-матер. 
Энгель значительно способствовал установлению строго научной терминологии и познанию характерных свойств здоровых и больных тканей. Научная деятельность учёного касается всех отраслей нормальной и патологической анатомии, истории развития отдельных органов и т.д. 
Из многочисленных трудов Энгеля наиболее известны следующие: «Anleitung zur Beurtheilung des Leichenbefundes» (Вена, 1846); «Das Knochengerüst des menschlichen Antlitzes» (Bена, 1850); «Das Wachsthums-Gesetz thierischer Zellen und Fasern etc.» (Bена, 1851); «Untersuchungen über Schädelformen» (Прага, 1851); «Ueber die Gesetze der Knochenentwickelung» («Sitz.-ber. Ak. d. Wissenschaften. Wien», 1851); «Die Entwickelung röhriger und blasiger Gehilde im thierischen Organismus» (Bена, 1852); «Die ersten Entwickelungsvorgänge im Thierei und Fötus» (Bена, 1853); «Ueber die Entwickelung des Auges und des Gehörorganes» («Sitz.-her. Ak. Wiss. Wien», 1853); «Darstellung der ersten Entwickelung des Circulations-, Respirations- und Verdanungsapparats» (Bена, 1854); «Ueber Thierknospen und Zellen» (Bена, 1858); «Kompendium der topographischen Anatomie» (Bена, 1859); «Lehrbuch der pathologischen Anatomie» (Bена, 1865).
Йозеф Энгель умер 3 апреля 1899 года в городе Вене.